# Charlot ucenic
Charlot ucenic (în engleză Work) este un film american de comedie din 1915 produs de Jess Robbins și scris și regizat de Charlie Chaplin. În alte roluri interpretează actorii Edna Purviance, Marta Golden și Charles Inslee.  

## Distribuție
- Charles Chaplin	...	Izzy A. Wake's Assistant
- Billy Armstrong	...	The Husband (nemenționat)
- Marta Golden	...	The Wife (nem.)
- Charles Inslee	...	Izzy A. Wake - Paperhanger (nem.)
- Paddy McGuire	...	The Plasterbearer (nem.)
- Edna Purviance	...	Maid (nem.)
- Leo White	...	The Secret Lover (nem.)